# Graefl-kastély (Kétútköz)
A Heves vármegyei Poroszló külterületén, Kétútközben található, 1906 és 1911 között épült Graefl-kastély Magyarország egyik szecessziós kastélya. Az évtizedekig pusztuló épületet a 21. században egri magánszemélyek vásárolták meg, akik 2014-től felújítják a kastélyt.